# Dance Darling Dance/Venus
Dance Darling Dance/Venus è l'11º singolo discografico di Mina, il quarto come Baby Gate, pubblicato nel 1959.

## Storia
Entrambi i brani sono cover cantati in inglese con l'accompagnamento dell'orchestra di Ray French, che cura gli arrangiamenti, e inseriti sia nell'antologia Mina canta in inglese del 1995, sia nella raccolta di tutti i brani su 45 giri pubblicati nel primo periodo Ritratto: I singoli Vol. 1 del 2010.
Il brano Dance Darling Dance era già stata incisa nel 1957 da un quartetto vocale statunitense denominato The Serenaders, composto da George Kerr Jr., Howard Curry, Luke Gross e Sidney Barnes. La versione di Mina è presente anche nella raccolte Mina Export Vol. 2 del 1986 e Internazionale del 1998. Il titolo è anche riportato con le virgole tra le parole, nel caso della versione di Mina, con una sola virgola dopo la prima o la seconda parola, nell'originale.
Il brano Venus fu uno dei maggiori e celebri successi di Frankie Avalon, pubblicato per la prima volta nel 1959 e ripreso successivamente anche dallo stesso artista.
Questo brano di Mina, presente nell'EP ufficiale Splish Splash/Venus/The Diary/Be bop a lula del 1959 e ulteriormente nelle raccolte L'oro di Mina del 1987 e Summertime del 1991, non deve essere confuso con l'omonimo inserito dalla cantante nell'album ufficiale Sì, buana del 1986, che è a sua volta una cover, ma di un pezzo inciso nel 1969 dal gruppo olandese degli Shocking Blue.

## Copertina
Ha un'unica copertina ufficiale Archiviato il 20 dicembre 2016 in Internet Archive. con il retro diverso oppure è riposto in una generica forata a marchio Italdisc / Broadway.

## Tracce
Lato A
1. Dance Darling Dance – 2:00 (George Kerr Jr., Donald Savitt; edizioni musicali Fono Film)

Lato B
1. Venus – 2:43 (Edward 'Ed' Marshall; edizioni musicali R.R.R.)